# Sebastião Sant’Anna
Sebastião Sant’Anna (ur. 5 czerwca 1901 w Belém) – brazylijski piłkarz grający na pozycji napastnika.

## Kariera klubowa
Sebastião Sant’Anna występował w CR Vasco da Gama i CR Flamengo. Z Vasco zdobył mistrzostwo stanu Rio de Janeiro – Campeonato Carioca w 1929.

## Kariera reprezentacyjna
Sebastião Sant’Anna ma za sobą występ w reprezentacji Brazylii, w której zadebiutował 10 sierpnia 1930 w wygranym 4-1 towarzyskim meczu z reprezentacją Jugosławii.